# أبو الحناء الأوروبي
أبو الحنَّاء الأوروبي أو  أبو الحنَّاء اختصارًا، ويُعرف أيضًا في أيرلندا وبريطانيا باسم أبو الحنَّاء أحمر الصدر (الاسم العلمي: Erithacus rubecula)، هو طائِرٌ صغِيرٌ جاثِمٌ آكل للحشرات ينتمِي إلى فصيلة القليعاوات (الاسم العلمي: Saxicolinae) لعائلة خاطفات الذباب في العالم القديم (الاسم العلمي: Muscicapidae). يتراوح طوله بين 12.5 و14.0 سم (5.0-5.5 بوصة)، وتتشابه الذُّكُور والإناث في اللَّون مع صدر بُرتُقالِيّ ووجه مُسطِّر بأجزاء عُلوِيَّة رمادية وبنية وبطن بيضاء. تتواجد في جميع أنحاء أُورُوبَّا من الشَّرق إلى غرَّب سيبيريا ومن الجنوب إلى شمال أفريقيا وهو مُستقِرَّ في مُعظم مداه ما عدا أقصى الشَّمال.
أُطلق مُصطلح أبُو الحِنَّاء أيضًا على بعض الطُّيُور في الفصائل الأخرى ذات الصَّدر الأحمر أو البرتقالي وتشمل هذه الحيوانات طير أبو الحناء الأمريكي (الاسم العلمي: Turdus migratorius)، والسُّمْنِيَّةُ (الاسم العلمي: Turdidae)، وطيور أبو الحنَّاء الأسترالية (بالإنجليزية: Australasian robin)‏ من عائلة أباء الحنَّاء الأستراليزيَّة التي لا تزال علاقاتها بها غير واضحة.
لِأبي الحنَّاء الأوروبي وقفة جريئة مُنتصبة على الأرض، ينفُض أثناءها جناحيه بانتظامٍ ويهُزُّ ذيله. يُشاهد كثيرًا وهو ينتقلُ بسُرعةٍ من مجثمٍ واطئٍ إلى آخر، ويُظهر صدره الأحمر بِوُضُوحٍ أثناء العرض. النُويعات العاديَّة الأوروبيَّة حييَّة، ولكنها في بريطانيا تُعد الطائر الوطني، ويُشاهد كثيرٌ منها حول المساكن البشريَّة. مُعظم الجمهرات من الأوابد ويُمكن سماع تغريدها مُعظم أوقات السنة. أبو الحنَّاء الأوروبي طائرٌ وحيد التزاوج إلى حدٍ بعيد، وكلا الجنسين يُدافع عن الأحواز الشتويَّة. ومع أنَّها طُيُورٌ شديدة العُدوانيَّة، فهي نادرًا ما تصل إلى حد التماس الجسدي أثناء القتال. ولكن إذا حصل هذا قام أحد الطائرين بِنقر الآخر حتَّى الموت. وتُشكِّل اللافقاريَّات القوت الأساسي لِهذا الطائر، وإن كانت هذه الطُيُور تأكل الثمار والبُزُور خلال فصل الشتاء البارد. يجري التعشيش في أجوافٍ في الضفاف أو في ثُقُوبٍ في الأشجار والجُدُر، أو في ضُرُوبٍ غير عاديَّة من الأدوات الصُّنعيَّة تشمل العُلب المعدنيَّة المطروحة والغلَّايات والأسرَّة المُهملة. العُشُ كأسٌ من الطُّحلُب والريش، وأحيانًا من شرائط البلاستيك تُقام على قاعدةٍ من ورق الشجر.

## الاسم والتَّصنِيف والنظاميات

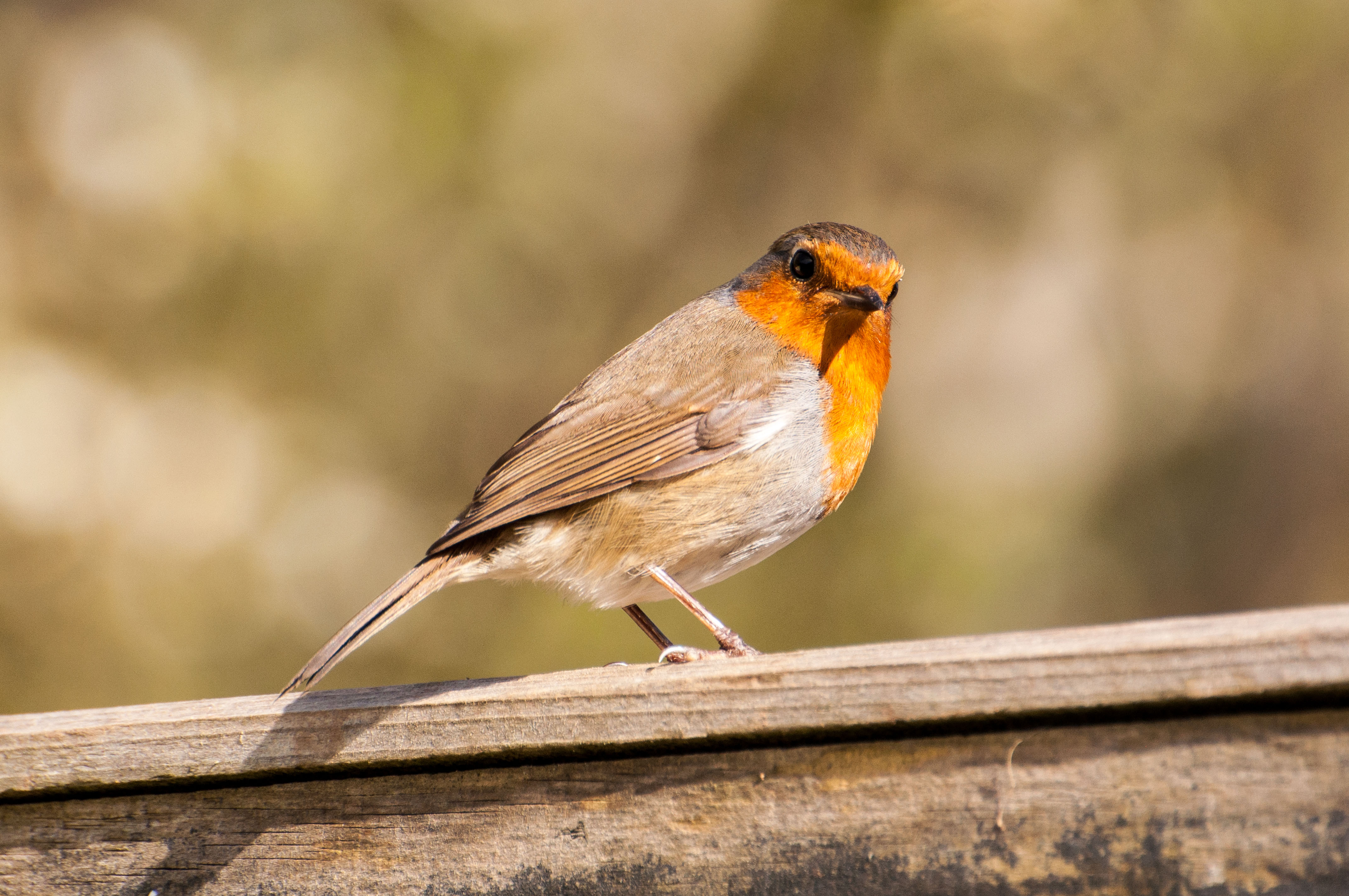
أبو حناء على سياج في بريستول، المملكة المتحدة.

طائر صغير أحمر الصدر يُعرف في بلاد الشام «بأبي الحن»، «وأبو الحنة» سُمي بذلك للونهِ.
وصف كارل لينيوس «أبو الحِنَّاء» الأوروبي في عام 1758م، في الطبعة العاشرة من كتابه النظام الطبيعي تحت الاسم الثنائي موتاكيلا روبيكولا (بالإنجليزية: Motacilla rubecula)‏. إن اسمها المحدد روبيكولا هو تصغير مشتق من الكلمة اللاتينية «ruber» بمعنى «أحمر» وقدم جنس أبو الحِنَّاء «Erithacus» من قِبَل عالم الطبيعة الفرنسي جورج كوفييه في عام 1800، مما أعطى الطائر اسمه الثنائي الحالي «E. rubecula». اسم جنس أبو الحِنَّاء مُشتق من اليونانية القديمة ويُشير إلى طائر غير معروف يُعرف الآن باسم أبو الحنَّاء.
ساهم الصدر البرتقالي المميز لكلا الجنسين في الاسم الأصلي «لأبي الحِنَّاء» الأوروبي «أحمر الصدر»، حيث لم يعرف البرتقالي كاسم لوني في اللغة الإنجليزية حتى القرن السادس عشر وفي ذلك الوقت تم تعريف فاكهة البرتقال.(1) في القرن الخامس عشر عندما أصبح من الشائع إعطاء أسماء بشرية لأنواع مألوفة، أصبح الطائر يُعرف باسم أبو الحِنَّاء الأوروبي، والذي اختُصر في النهاية إلى أبو الحِنَّاء «روبن في اللغة الانجليزية». كاسم معني، فإن روبن هو في الأصل تصغير لروبرت وتشمل الأسماء الإنجليزية القديمة الأخرى للطائر «ruddock» و«robinet». في الأدب الأمريكي في أواخر القرن التاسع عشر، كان يسمى طائر أبو الحِنَّاء هذا كثيرًا باسم أبو الحِنَّاء الإنجليزي. أما «roodborstje» في الهولندية، و«rouge-gorge» في الفرنسية، و«Rotkehlchen» في الألمانية، و«pettirosso» في الإيطالية، و«petirrojo» في الإسبانية، و«pisco-de-peito-ruivo» في البرتغالية فهي تشير كلها إلى مقدمته الملونة والفريدة.
شمل جنس أبو الحِنَّاء سابقًا أبو الحِنَّاء الياباني وأبو الحِنَّاء ريوكيو، وقد أظهرت دراسات علم الوراثة الجزيئي أن هذه الأنواع من شرق آسيا هي أكثر تشابهًا مع مجموعة من الأنواع الآسيوية الأخرى أكثر من أبو الحِنَّاء الأوروبي. في إعادة تنظيم للأجناس، نُقل أبو الحِنَّاء الياباني وأبو الحِنَّاء ريوكيو إلى جنس الطيور المقتاتة باليرقات الذي أُعيد احيائه وتاركةََ أبو الحِنَّاء الأوروبي كعضو وحيد في جنس أبو الحِنَّاء. وضع تحليل النشوء والتطور أبو الحِنَّاء في فصيلة آباء الحناء الفرعية والتي كانت تحتوي بخلاف ذلك على الأنواع الأفريقية فقط، ولكن لم يتم تحديد موقعها الدقيق فيما يتعلق بالأجناس الأخرى.
صُنف جنس أبو الحِنَّاء سابقًا على أنه أحد أفراد عائلة السُّمْنِيَّةُ، ولكنه يُعتبر الآن بأنه ينتمي إلى عائلة خاطفات الذباب في العالم القديم، وتحديداً إلى القليعاوات (الفصيلة الفرعية القليعاوات) والتي تشمل أيضًا الهزار (الاسم العلمي: Luscinia megarhynchos).

### الأنواع الفرعِيَّة
في نطاقها القاري الأوراسي الكبير، تختلف طيور أبو الحِنَّاء إلى حد ما ولكنها لا تشكل مجموعات منفصلة يمكن اعتبارها سلالات فرعية. تتميز سلالات أبو الحِنَّاء الفرعية بشكل أساسي بتكوين أعداد منها مقيمة في الجزر وفي المناطق الجبلية. عُثر على طائر أبو الحِنَّاء (الاسم العلمي: melophilus) في الجزر البريطانية ومعظم أوروبا الغربية كطواف في المناطق المجاورة. أما طائر أبو الحِنَّاء (الاسم العلمي:  witherbyi) من شمال غرب أفريقيا وكورسيكا وسردينيا فيشبه إلى حد كبير «melophilus» ولكن أجنحته أقصر. وطيور أقصى الشمال الشرقي كبيرة الحجم وذات لون باهت إلى حد ما وتسمى طيور أبو الحِنَّاء (الاسم العلمي: tataricus). قُبلت طيور أبو الحِنَّاء (الاسم العلمي: valens) في الجنوب الشرقي من شبه جزيرة القرم وطيور أبو الحِنَّاء (الاسم العلمي: caucasicus) في القوقاز وشمال منطقة ما وراء القوقاز وطيور أبو الحِنَّاء (الاسم العلمي: hyrcanus) باتجاه الجنوب الشرقي إلى إيران بشكل عام على أنها مُتميزة بشكل واضح.
في ماديرا وجزر الأزور، وصفت أعداد الطيور المحلية على أنها طيور أبو الحِنَّاء (الاسم العلمي: microrhynchos)، وعلى الرغم من عدم تمييزها في التشكل إلا أن اعتزالها يشير إلى أن السلالات الفرعية صحيحة.

### طائر أبو الحِنَّاء لجزر الكناري

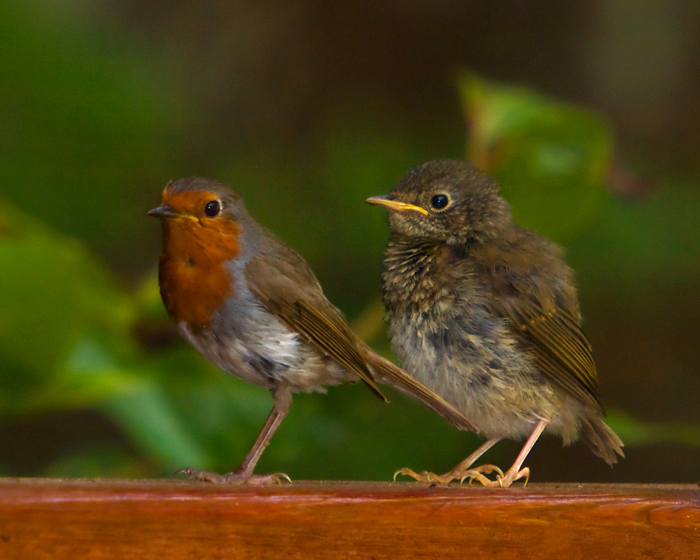
طير أبو الحناء بالغ وطير أبو الحناء يافع لكناريا الكبرى.

أكثر الطيور تميزًا هي تلك الموجودة في كناريا الكبرى وتنريفي والتي يمكن اعتبارها نوعين مختلفين أو على الأقل سلالتين مختلفتين. يمكن تمييزها بسهولة عن طريق حلقة عين بيضاء وصدر مُلون بشكل مكثف وخط رمادي يفصل اللون البرتقالي والأحمر عن اللون البني، أما بطنها فهو أبيض بالكامل.
تشير بيانات تسلسل السيتوكروم والأصوات إلى أن طيور أبو الحِنَّاء لتنريفي هي بالفعل مُتميزة للغاية، وربما ناتجة عن استيطان طيور البر الرئيسي منذ حوالي مليوني سنة.
نشر كريستيان ديتزن وهانس-هينريش ويت ومايكل وينك دراسة عام 2003 في مجلة علوم الطيور بعنوان «التمايز الجغرافي لطائر أبو الحناء الأوروبي في جزر الكناري الذي تم الكشف عنه بواسطة بيانات تسلسل الحمض النووي للميتوكوندريا والقياسات الشكلية: دليل على صنف أبو حناء جديد في كناريا الكبرى؟». وخلصوا في الدراسة إلى أن طائر أبو الحِنَّاء لكناريا الكبرى قد تباعد وراثيًا عن أقاربه الأوروبيين منذ 2.3 مليون سنة، بينما استغرقت طيور أبو الحِنَّاء لتنريفي نصف مليون سنة أخرى لتحقيق هذه القفزة قبل 1.8 مليون سنة. السبب الأكثر ترجيحًا هو استيطان مختلف لجزر الكناري بواسطة هذا الطائر الذي وصل أولاً إلى أقدم جزيرة (كناريا الكبرى) ثم انتقل بعد ذلك إلى الجزيرة المجاورة (تنريفي).(2)
يُنتظر إجراء مقارنة شاملة بين نوعي «marionae» و«superbus» لتأكيد أن الأول هو نوع فرعي مختلف فعلاََ. تشير النتائج الأولية إلى أن الطيور من كناريا الكبرى لها أجنحة أقصر بقرابة 10% من تلك الموجودة في تنريفي. أما التي تسكن جزر الكناري الغربية فهي أصغر سناً (العصر الجليدي الأوسط) وقد بدأت للتو في التباعد وراثيًا. وتشبه طيور أبو الحِنَّاء من جزر الكناري الغربية: «El Hierro» و«La Palma» و« La Gomera» الأنواع الفرعية من النوع الأوروبي.
أخيرًا، طيور أبو الحِنَّاء التي يمكن العثور عليها في فويرتيفنتورا هي الأنواع الأوروبية وهذا ليس مفاجئًا لأن الأنواع لا تتكاثر سواء في هذه الجزيرة أو في جزيرة لانزاروت المجاورة؛ فتكون الطيور إما طيورًا مهاجرة لمساكن الشتاء أو فقط مارة خلال هجرتها الطويلة بين إفريقيا وأوروبا.

### طيور أبو الحِنَّاء الأخرى

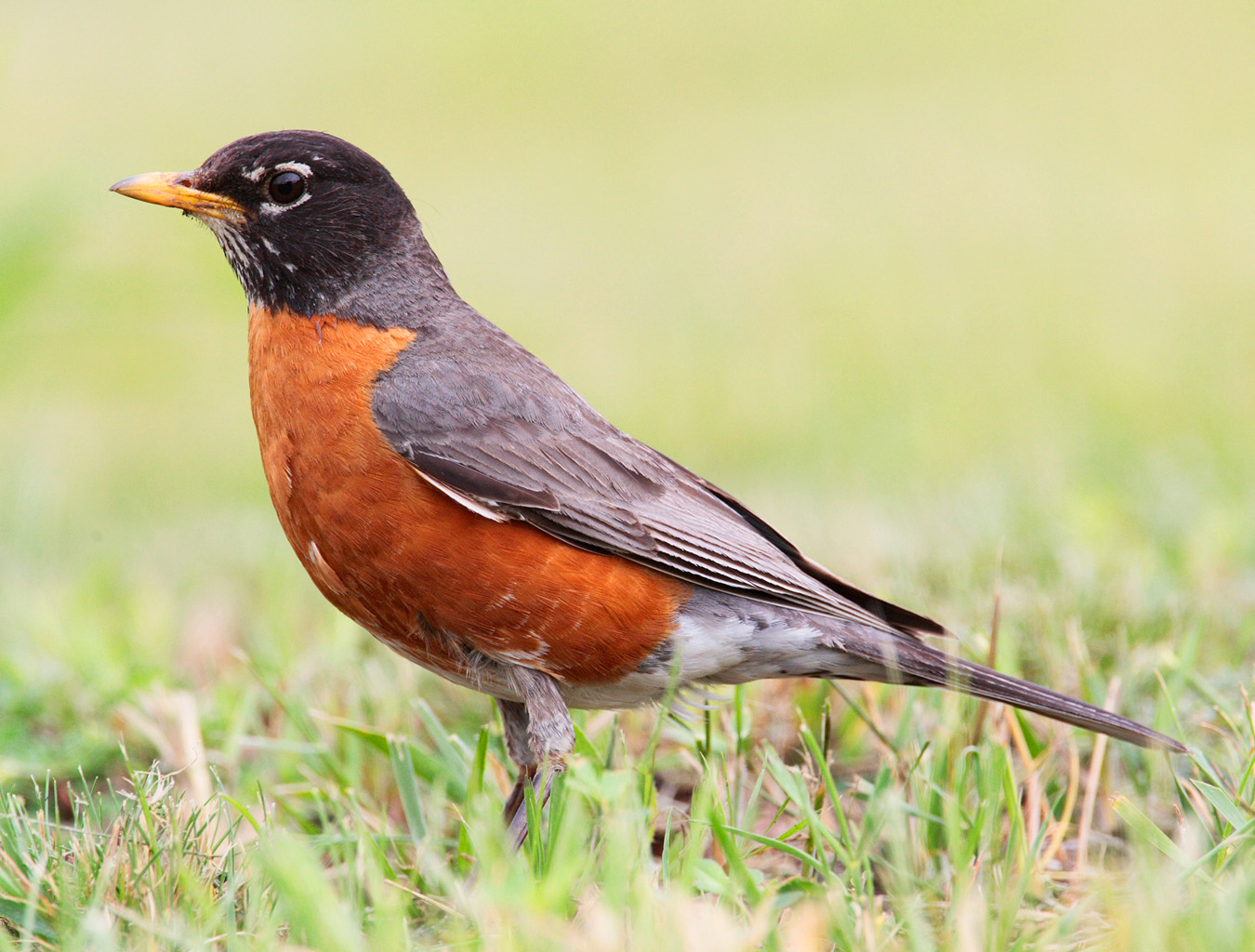
أبو الحِنَّاء الأمريكي.

سُمي أبو الحِنَّاء الأمريكي الأكبر حجمًا لتشابهه مع أبو الحِنَّاء الأوروبي، إلا أن كلا الطيرين ليسا قريبين من بعضهما بشكل كبير. يكمن التشابه إلى حد كبير في رقعة الصدر البرتقالية في كلا النوعين. عُرضت الأنواع الأمريكية بشكل غير صحيح على أنها «تضع الريش في عشها» في لندن في فيلم ماري بوبينز، إلا أنها توجد في المملكة المتحدة فقط كطواف نادر جدًا.
يُطلق على بعض أنواع السمنة في أمريكا الجنوبية والوسطى أيضًا اسم طائر أبو الحِنَّاء، مثل السمنة ذات الطوق المحمر. إن «أبو الحناء ذو الصدرالأحمر الأسترالي»، والأصح أن يسمى أبو الحِنَّاء القرمزي، هو أقرب للغُربان وطيور القِيْق أكثر منه لأبو الحِنَّاء الأوروبي فهو ينتمي إلى عائلة آباء الحنَّاء الأسترالاسيَّة التي يطلق عادة على أعضائها «أبو الحناء الأسترالي». يُطلق علماء الطيور أحيانًا على طائر البهدل أحمر المنقار اسم «أبو الحِنَّاء لبكين». ومجموعة أخرى من خاطفات الذباب في العالم القديم، هذه المرة من أفريقيا وآسيا، هي جنس كوبسايكس (الاسم العلمي: Copsychus)؛ حيث يُعرف أعضاؤها باسم أبو الحِنَّاء العقعق، حيث أن أحدها، أي أبو الحِنَّاء العقعق الشرقي، هو الطائر الوطني في بنغلاديش.

## الوصف

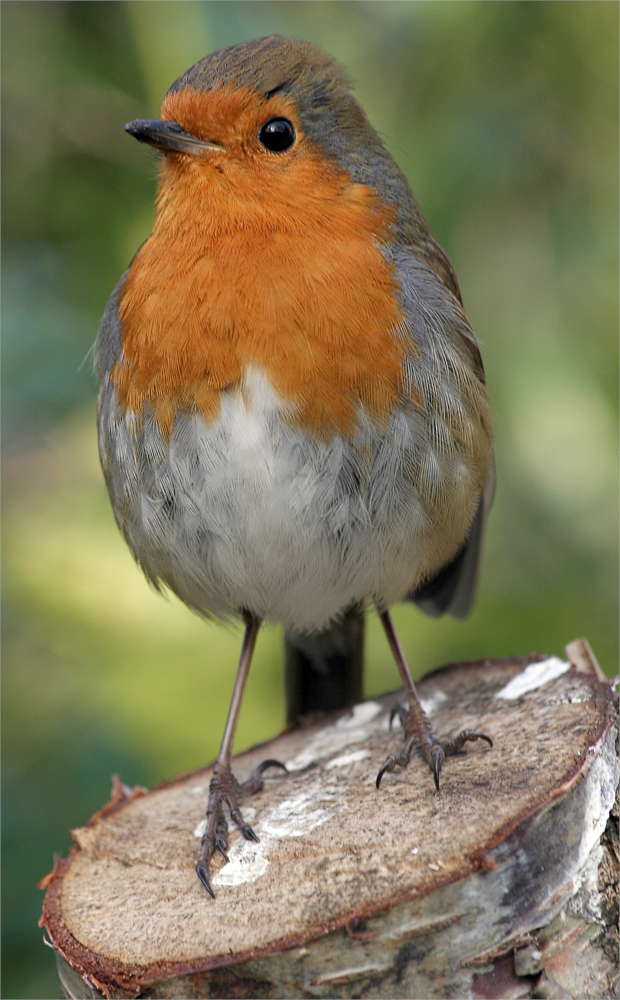
أبو الحِنَّاء الأوروبي.

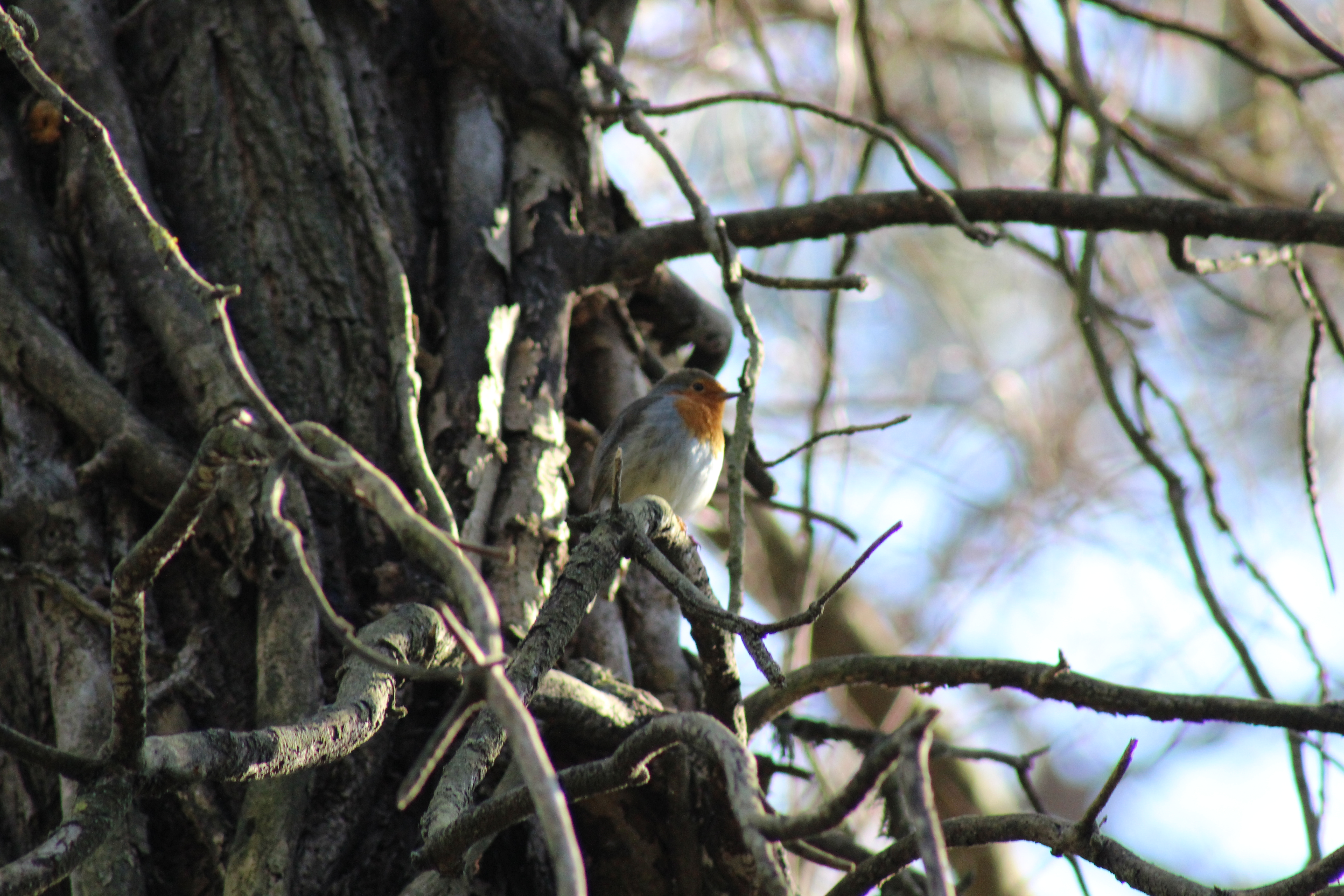
طير أبو الحِنَّاء الأوروبي في موئله الطبيعي في منتزه فيلا آدا في روما.

يبلغ طول أبو الحِنَّاء الأوروبي البالغ 12.5-14.0 سم (5.0-5.5 بوصات) ويزن 16-22 جم (9 / 16-13 / 16 أوقية)، ويبلغ طول جناحيه 20-22 سم (8-9 بوصات). يحمل الذكر والأنثى ريشًا مشابهًا؛ صدر ووجه برتقاليان (أكثر تلونًا في الأنواع الفرعية البريطانية المشابهة)، ومخططة برمادي مزرق على جانبي العنق والصدر. الأجزاء العلوية بنية أو مشوبة بلون الزيتون في الطيور البريطانية والبطن أبيض، بينما الأرجل والقدمان بنيان، والمنقار والعينان سوداء واليافع منها لونه بني مرقط وأبيض مع ظهور بقع برتقالية تدريجياً.

## التَّوزِيع والموئل

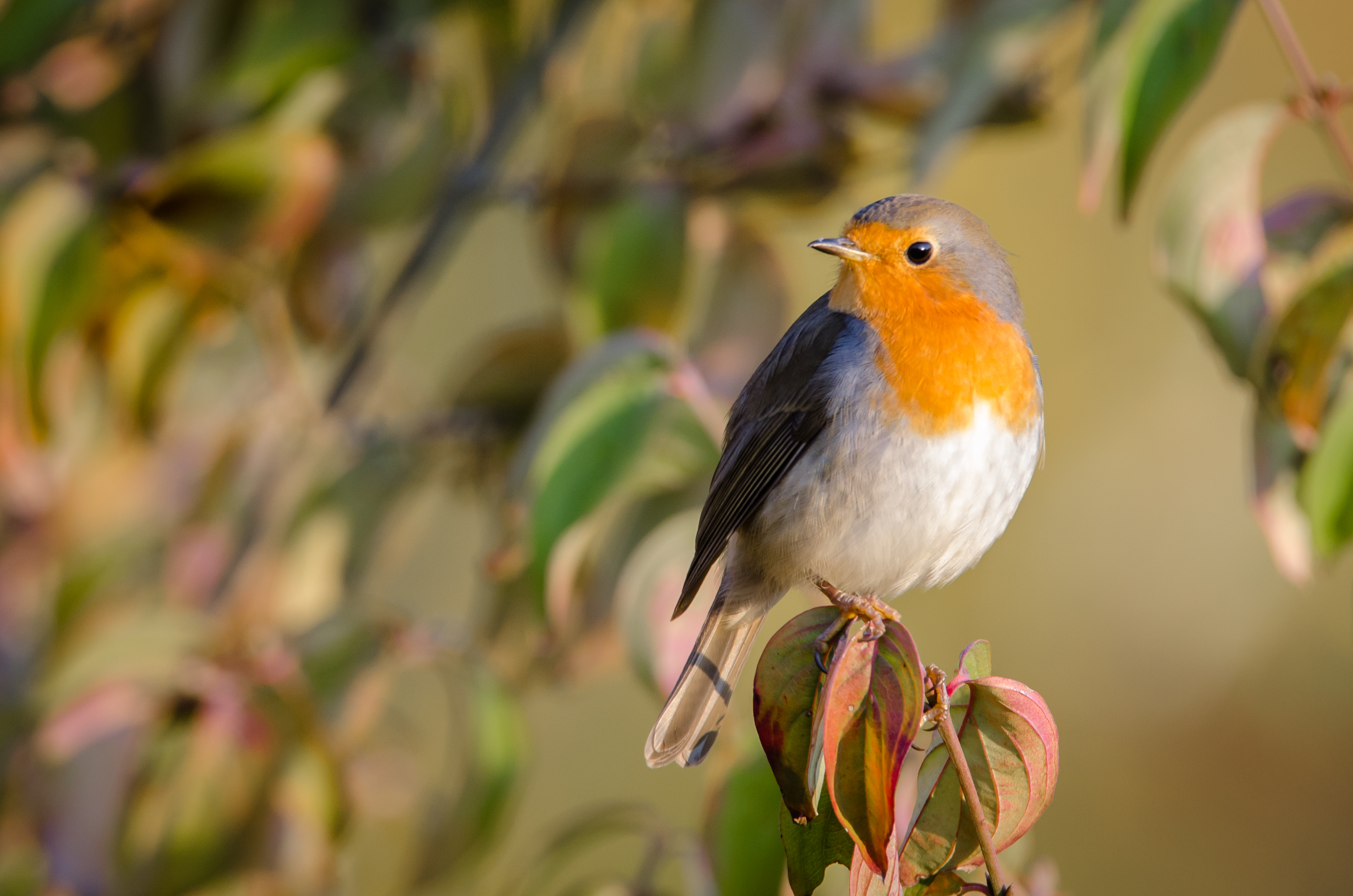
طير أبو الحنَّاء الأوروبي في دوسلدورف في ألمانيا.

يتواجد أبو الحنَّاء في أوراسيا شرقًا إلى غرب سيبيريا وجنوبًا إلى الجزائر وعلى جزر المحيط الأطلسي في أقصى الغرب مثل المجموعة المركزية لجزر الأزور وماديرا وهو طواف في آيسلندا. وفي الجنوب الشرقي يصل إيران إلى سلسلة جبال القوقاز. طيور أبو الحنَّاء الأيرلندية والبريطانية مُقيمة هُناك إلى حد كبير، إلا أن أقلية صغيرة، عادةً من الإناث، تهاجر إلى جنوب أوروبا خلال فصل الشتاء وقليل منها تصل حد إسبانيا. تهاجر طيور أبو الحنَّاء الإسكندنافية والروسية إلى بريطانيا وأوروبا الغربية هربًا من فصول الشتاء الأكثر قسوة ويمكن التعرف على هؤلاء المهاجرين من خلال الدرجة الرمادية للأجزاء العليا من أجسادهم والصدر البرتقالي الباهت. يفضل أبو الحنَّاء الأوروبي شجرة التنوب في شمال أوروبا على عكس تفضيله للحدائق والمنتزهات في أيرلندا وبريطانيا العظمى.
في جنوب إيْبِيرِيَا، يحدث فصل في الموائل بين طيور أبو الحنَّاء المقيمين والمهاجرين مع بقاء طيور أبو الحنَّاء المقيمة في نفس الغابات التي تربت فيها. لم تنجح محاولات إدخال أبو الحنَّاء الأوروبي إلى أستراليا ونيوزيلندا في الجزء الأخير من القرن التاسع عشر. أُطلقت الطيور حول ملبورن وأوكلاند وكرايستشرش وويلينغتون ودنيدن من قبل مجتمعات تأقلم محلية مختلفة ولم يتم توطين أي منها. كانت هناك نتيجة مماثلة في أمريكا الشمالية حيث فشلت الطيور في التَّوطُّن بعد إطلاقها في لونغ آيلاند، نيويورك في 1852، وأوريغون في 1889-1892، وشبه جزيرة سانيش في كولومبيا البريطانية في 1908-1910.

## السُّلُوك والبيئة

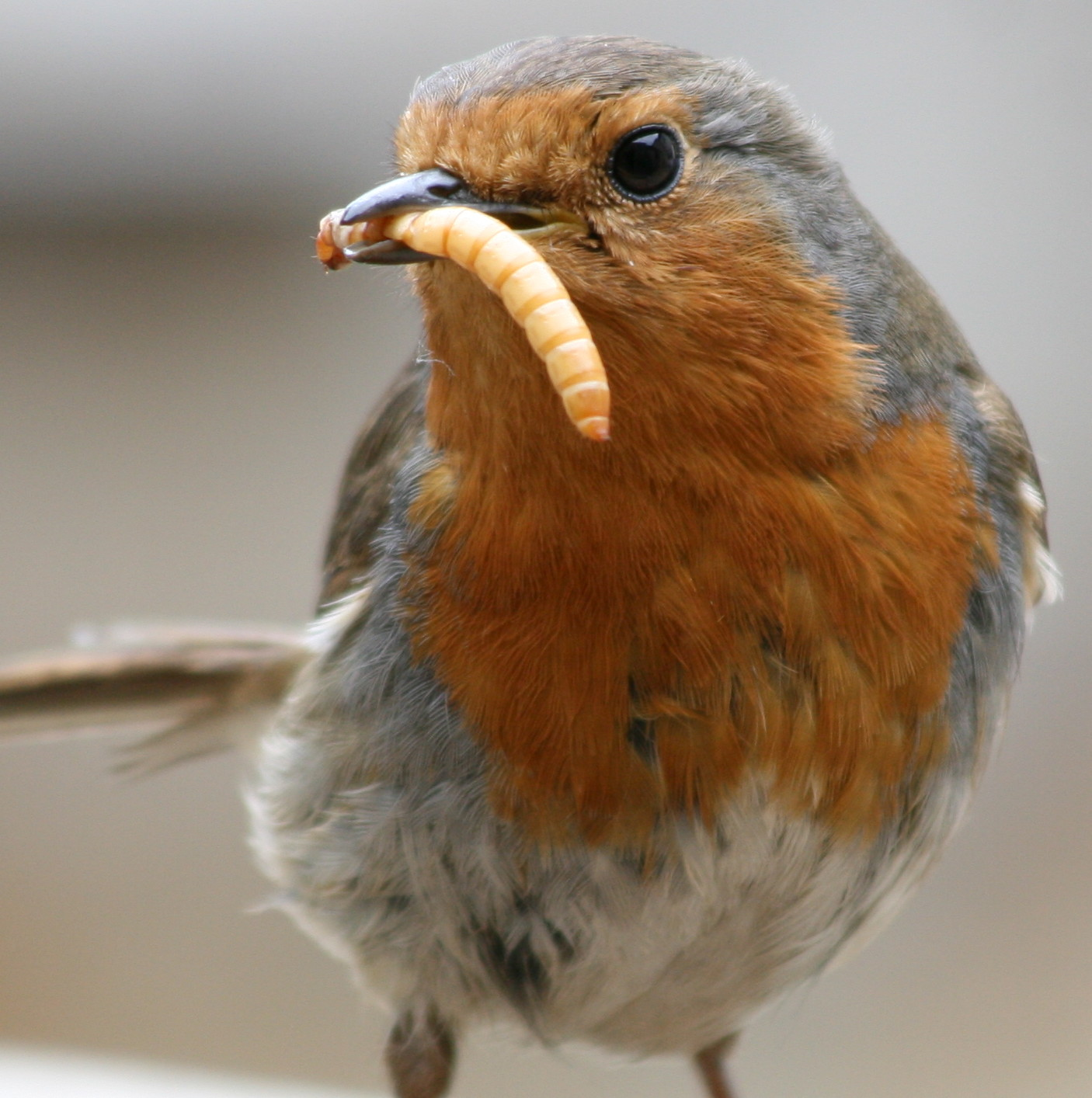
أبو الحنَّاء مع فريسته.

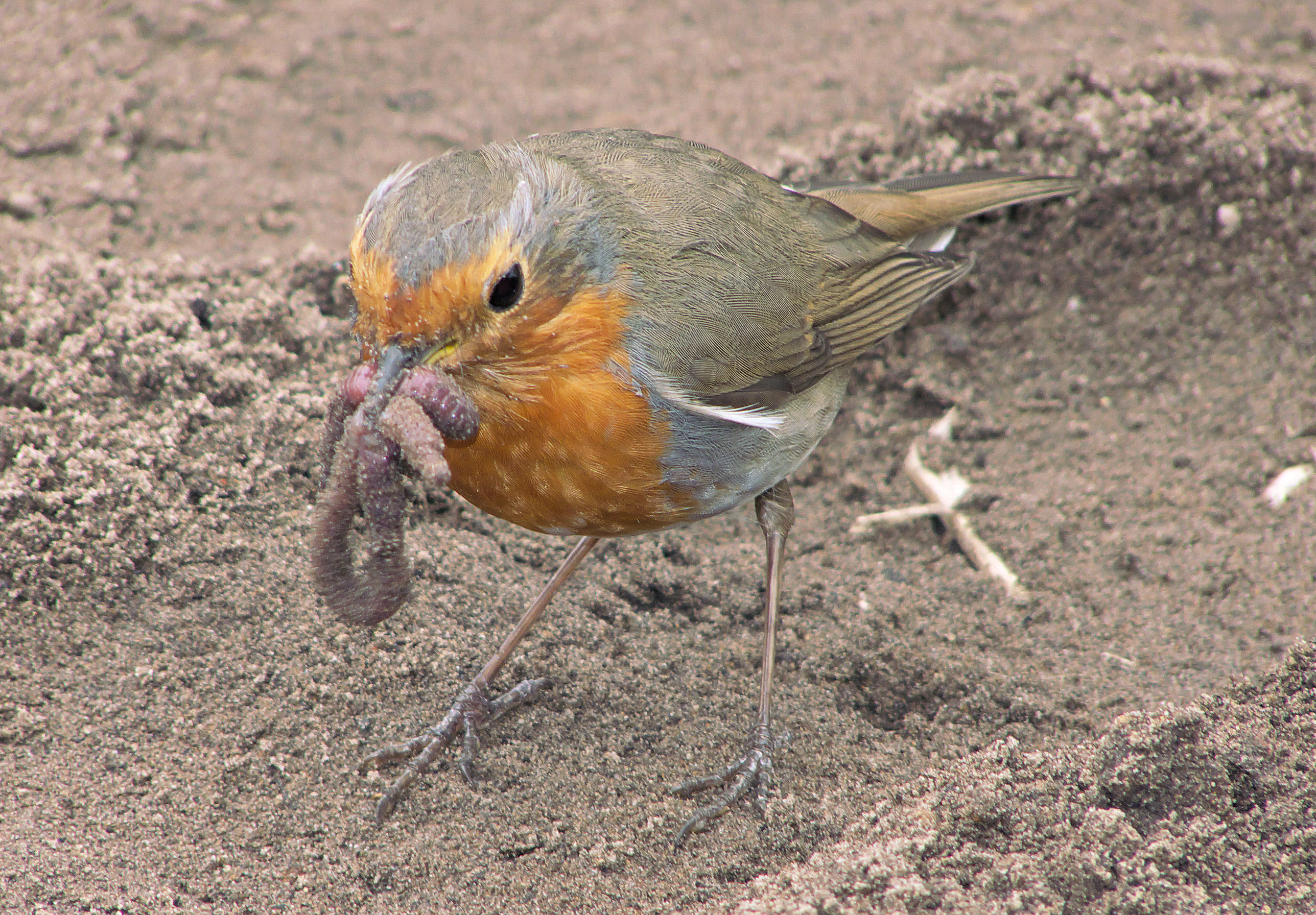
أبو الحنَّاء وهو يتغذى على دودة الأرض.

طائر أبو الحنَّاء هو طائر نهاري، على الرغم من أنه أُبلغ عن صيده النشط للحشرات في الليالي المقمرة أو بالقرب من الضوء الاصطناعي في الليل. كما أنه معروف جيدًا للبستانيين البريطانيين والأيرلنديين، فهو لا يخاف نسبيًا من الناس وينجذب إلى الأنشطة البشرية التي تتضمن حفر التربة من أجل البحث عن ديدان الأرض وغيرها من الأطعمة التي خرجت حديثًا. في الواقع، يعتبر أبو الحنَّاء صديقًا للبستاني ولأسباب فولكلورية مختلفة لن يتم إلحاق الأذى بأبو الحناء أبدًا. من ناحية أخرى، في أوروبا القارية، اُصطيدت طيور أبو الحِنَّاء وقتلت كما هو الحال مع معظم الطيور الصغيرة الأخرى وهي أكثر حذرًا هناك. تقترب طيور أبو الحِنَّاء أيضًا من الحيوانات البرية الكبيرة مثل الخنازير البرية والحيوانات الأخرى التي تحفر الأرض للبحث عن أي طعام قد يتم إحضاره إلى السطح. في الخريف والشتاء تكمل طيور أبو الحِنَّاء نظامها الغذائي المعتاد من اللافقاريات الأرضية مثل العناكب والديدان والحشرات وأيضًا تتناول التوت والفاكهة، وسوف يأكلون أيضًا خليط البذور والشحم الموضوعة على موائد الطيور.
يتم ملاحظة طيور أبو الحِنَّاء الذكور لسلوكهم الإقليمي العدواني للغاية، فهم سيهاجمون بشراسة الذكور الآخرين والمنافسين الذين سيتوهون في أراضيهم وقد لوحظ أنهم يهاجمون الطيور الصغيرة الأخرى دون استفزاز واضح. وهناك حالات لطيور أبو الحِنَّاء وهي تهاجم انعكاسها الخاص. تؤدي النزاعات الإقليمية في بعض الأحيان إلى وفيات وهو يمثل ما يصل إلى 10% من وفيات البالغين في بعض المناطق.
بسبب ارتفاع معدل الوفيات في السنة الأولى من العمر، يبلغ متوسط العمر المتوقع لطائر أبو الحِنَّاء 1.1 سنة. ومع ذلك، بمجرد تجاوز عامها الأول يمكن توقع عيشها لفترة أطول وقد تم تسجيل طائر أبو حِنَّاء واحد بلغ من العمر 19 عامًا. قد تؤدي موجة من درجات الحرارة المنخفضة جدًا في الشتاء إلى وفيات كبيرة. يصاب هذا النوع بطفيليات عن طريق برغوث المورين وشائكات الرؤوس.

### التَّكاثُر
قد تختار طيور أبو الحِنَّاء مجموعة مُتنوعة من المواقع لبناء العُش. في الواقع، يُمكنها النظر في أي شيء يمكن أن يوفر بعض المأوى مثل تجويف أو حفرة، بالإضافة إلى الشقوق المُعتادة، أو الضفاف المحمية. تشمل الأشياء الأخرى قطع الآلات، وآلات الشواء، ومقاود الدراجات، والشعيرات على المكانس المقلوبة، والغلايات المهملة، وعلب الري، وأواني الزهور والقبعات. قد يعشش أبو الحِنَّاء أيضًا في صناديق أعشاش من صنع الإنسان، مفضلًا تصميمًا بواجهة مفتوحة موضوعة في وضع محمي يصل إلى مترين من الأرض. يتكون العش من الطحالب والأوراق والعشب، مع العشب الناعم والشعر والريش للتبطين.
يتم وضع اثنين أو ثلاثة قوابض من خمس أو ست بيضات طوال موسم التكاثر الذي يبدأ في مارس في بريطانيا وأيرلندا. لون البيض قشدي أو برتقالي أو أبيض مرقط أو ملطخ باللون البني المحمر، وغالبًا ما يكون أكثر كثافة في الطرف الأكبر للبيضة. عندما تطير الطيور اليافعة من أعشاشها فإنها تكون مرقطة باللون البني في كل مكان. بعد شهرين إلى ثلاثة أشهر من الخروج من العش ينمو للطائر الصغير بعض الريش البرتقالي تحت ذقنه وخلال فترة مماثلة تمتد هذه الرقعة تدريجياً لإكمال المظهر البالغ.

### النطق/الأصوات

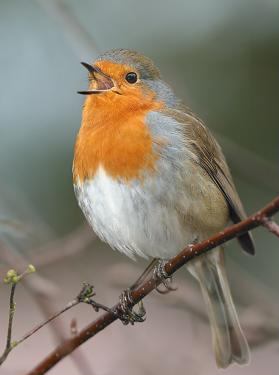
أبو الحِنَّاء يغني.

ينتج طائر أبو الحِنَّاء صوتًا خافتًا شديًا خلال موسم التكاثر. ويغني كل من الذكور والإناث خلال فصل الشتاء عندما يكونون في مناطق منفصلة، وتبدو الأغنية أكثر حزنًا من النسخة الصيفية. تتحرك أنثى أبو الحِنَّاء مسافة قصيرة من منطقة التعشيش الصيفية إلى منطقة قريبة أكثر ملاءمة للتغذية الشتوية. ويحتفظ ذكر أبو الحِنَّاء بنفس المنطقة طوال العام. عادةً ما يبدأ ذكور أبو الحِنَّاء أغنيتهم الصباحية قبل شروق الشمس بساعة خلال موسم التكاثر، وعادةً ما ينهون غنائهم اليومي بعد حوالي ثلاثين دقيقة من غروب الشمس. يمكن أن يحدث الغناء الليلي أيضًا خاصة في المناطق الحضرية المضاءة بشكل مصطنع أثناء الليل. تحت الضوء الاصطناعي، يمكن استخدام الغناء الليلي من قبل طيور أبو الحِنَّاء في المدن لتحويل ضوضاء النهار البشرية بفعالية. يتم أيضًا إجراء مجموعة متنوعة من النداءات في أي وقت من السنة ومنها دقة تشير إلى القلق أو التنبيه الخفيف.

### المغناطِيسِيَّة
أُجريت أبحاث مكثفة على البوصلة المغناطِيسِيَّة لطيور أبو الحِنَّاء والتي تستخدم الاستقبال المغناطيسي القائم على الرؤية، حيث تتأثر قدرة أبو الحِنَّاء على استشعار المجال المغناطيسي للأرض للملاحة بالضوء الذي يدخل عين الطائر. الآلية الفيزيائية للحس المغناطيسي لطائر الحِنَّاء ليست مفهومة تمامًا ولكنها قد تنطوي على التشابك الكمي للدوران الإلكترون.

## التصويرات الثَّقافِيَّة
يظهر طائر أبو الحِنَّاء بشكل بارز في الفولكلور البريطاني وفلكلور شمال غرب فرنسا، ولكن بشكل أقل من ذلك بكثير في أجزاء أخرى من أوروبا. كان يُعتقد أنه طائر سحابة العاصفة ومقدس لثور إله الرعد في الأساطير الإسكندنافية. تظهر طيور أبو الحِنَّاء في حكاية الأطفال التقليدية «أطفال في الغابة» حيث تغطي الطيور جثث الأطفال.
أصبح أبو الحِنَّاء مرتبطًا بقوة بعيد الميلاد، حيث لعب دور البطولة في العديد من بطاقات عيد الميلاد منذ منتصف القرن التاسع عشر. ظهر أبو الحِنَّاء على العديد من طوابع بريد عيد الميلاد. تسعى حكاية فولكلورية بريطانية قديمة إلى شرح صدر أبو الحِنَّاء المميز. تقول الأسطورة أنه عندما كان يسوع يحتضر على الصليب، طار أبو الحِنَّاء الذي كان لونه بنيًا، إلى جانبه وغنى في أذنه من أجل مواساته في ألمه. ولطخ الدم من جروحه صدر أبو الحِنَّاء ومن بعد ذلك يحمل كل طيور أبو الحناء علامة دم المسيح عليهم.
تقول أسطورة بديلة أن صدر الطيور قد احترق لجلب الماء من أجل النفوس في الأعراف. ربما نشأ الارتباط بعيد الميلاد من حقيقة أن سعاة البريد في بريطانيا الفيكتورية كانوا يرتدون سترات حمراء وكانوا يلقبون بـ «آباء الحِنَّاء»؛ وطائر أبو الحناء الظاهر على بطاقة عيد الميلاد هو شعار ساعي البريد الذي يسلم البطاقة.
في تصويت نشرته صحيفة التايمز في الستينيات، تم تبني أبو الحِنَّاء كطائر وطني غير رسمي للمملكة المتحدة. في عام 2015، صُوت على أبو الحِنَّاء مرة أخرى للطائر الوطني البريطاني في استطلاع نظمه مراقب الطيور ديفيد ليندو، حيث حصل على 34% من التصويت النهائي.
يطلق على العديد من المنظمات الرياضية الإنجليزية والويلزية اسم «أبو الحِنَّاء». يستخدم الاسم المستعار عادةً للفرق التي تستخدم في ألوانها الرئيسية اللون الأحمر في الغالب. وتشمل هذه الأندية المحترفة لكرة القدم نادي بريستول سيتي ونادي كرو ألكساندرا وسويندون تاون ونادي تشيلتنهام تاون (مع بريستول سيتي (اعتبارًا من 2019) وسويندون تاون وتشيلتنهام تاون التي تضم أيضًا صورة أبو الحِنَّاء في تصاميم شاراتها الحالية)، وتقليديًا، فريق كرة قدم ريكسهام، بالإضافة إلى فريق هال كينغستون روفرز لدوري الرجبي الإنجليزي (الذي لونه أبيض مع شريط أحمر). يعد الطائر الصغير خيارًا غير معتاد على الرغم من أنه يُعتقد أنه يرمز إلى خفة الحركة في الانطلاق حول الملعب.

## الهوامش
- «1»: ذُكرت السنة في صفحة العنوان باسم «الثامن» في كتاب التقويم الجمهوري الفرنسي.
- «2»: وعلى الرغم من أن ديتزن «وآخرون» (2003) قد خلصوا إلى أن كل من تجمعات تنريفي يجب أنَّ يتم وضعها كسلالات فرعية، فإن البيانات الخاصة بهما لا تسمح باستخلاص استنتاجات مُحددة. لم يتم استكشاف التفسير البديل «أن تنريفي قد استُعمرت من قِبَل طائر أبو الحِنَّاء لكناريا الكبرى» ويعتمد النموذج المُقترح فقط على الاستدلال الاحتمالي.
- «3»: في الفولكلور المسيحي، يرون أنَّ طائر أبو الحِنَّاء صدره أحمر لأنه كان يقطف شوكة من إكليل الشوك ليسوع أثناء صلبه، فسقطت قطرة من دم يسوع على الطائر وبعد ذلك أصبح صدره أحمر. بالنسبة للمسيحيين كان أبو الحِنَّاء يرتبط مُنذ فترة طويلة بالمحبة والتقوى.

### فهرس المراجع
1. ↑  The IUCN Red List of Threatened Species 2021.3 (بالإنجليزية), 9 Dec 2021, QID:Q110235407
2. 1 2  IOC World Bird List Version 6.3 (بالإنجليزية), 21 Jul 2016, DOI:10.14344/IOC.ML.6.3, QID:Q27042747
3. ↑  IOC World Bird List. Version 7.2 (بالإنجليزية), 22 Apr 2017, DOI:10.14344/IOC.ML.7.2, QID:Q29937193
4. ↑  World Bird List: IOC World Bird List (بالإنجليزية) (6.4th ed.), International Ornithologists' Union, 2016, DOI:10.14344/IOC.ML.6.4, QID:Q27907675
5. ↑  
M. A.، Conde Teira (1999). "Nomes galegos para as aves ibéricas: lista completa e comentada" (PDF). Chioglossa. ج. 1: 121–138. مؤرشف من الأصل (PDF) في 2016-03-15. {{استشهاد بدورية محكمة}}: الوسيط غير المعروف |dataتاريخ الوصول= تم تجاهله (مساعدة) والوسيط غير المعروف |lugar= تم تجاهله يقترح استخدام |location= (مساعدة)
6. ↑  Carolus, Linnaeus (1758). Systema naturae per regna tria naturae, secundum classes, ordines, genera, species, cum characteribus, differentiis, synonymis, locis. Tomus I. Editio decima, reformata (باللاتينية). Holmiae. (Laurentii Salvii). p. 188. Archived from the original on 2021-04-11. {{استشهاد بكتاب}}: الوسيط غير المعروف |ligazónautor= تم تجاهله (help)
7. ↑  جمعية الطيور العالمية (2016). "Erithacus rubecula". Lista Vermella da IUCN. ج. 2016. مؤرشف من الأصل في 10 يناير 2020. اطلع عليه بتاريخ 13 de decembro de 2016. {{استشهاد بدورية محكمة}}: تحقق من التاريخ في: |تاريخ الوصول= (مساعدة) والوسيط غير المعروف |معرف= تم تجاهله (مساعدة)
8. ↑  Linnaeus, Carolus (1758). Systema naturae per regna tria naturae, secundum classes, ordines, genera, species, cum characteribus, differentiis, synonymis, locis. Tomus I. Editio decima, reformata (باللاتينية). Holmiae. (Laurentii Salvii). p. 188. Archived from the original on 2021-04-11. M. grisea, gula pectoreque fulvis.
9. ↑  Simpson، D.P. (1979). Cassell's Latin Dictionary (ط. 5th). London, UK: Cassell Ltd. ص. 883. ISBN:978-0-304-52257-6.
10. ↑  Mayr، Ernst؛ Paynter، Raymond A. Jr. (1964). Check-list of Birds of the World. Volume 10. Cambridge, Massachusetts: Museum of Comparative Zoology. ص. 32. مؤرشف من الأصل في 2020-11-25.
11. ↑  Cuvier, George (1800). Leçons d'anatomie comparée. Volume 1 (بالفرنسية). L'Institute National des Sciences et des Arts. Table 2. Archived from the original on 2018-06-12.
12. ↑  Holland, J. (1965). Bird Spotting. London, UK: Blandford. ص. 225. مؤرشف من الأصل في 2022-03-12.
13. ↑  ἐρίθακος. هنري جورج ليدل؛ روبرت سكوت؛ A Greek–English Lexicon في مشروع بيرسيوس.
14. ↑  Sylvester، Charles H. (2006). Journeys Through Bookland. BiblioBazaar, LLC. ص. 155. ISBN:978-1-4264-2117-4.
15. ↑  Seki، Shin-Ichi (2006). "The origin of the East Asian Erithacus robin, Erithacus komadori, inferred from cytochrome b sequence data". Molecular Phylogenetics and Evolution. ج. 39 ع. 3: 899–905. DOI:10.1016/j.ympev.2006.01.028. PMID:16529957.
16. ↑  Sangster، G.؛ Alström، P.؛ Forsmark، E.؛ Olsson، U. (2010). "Multi-locus phylogenetic analysis of Old World chats and flycatchers reveals extensive paraphyly at family, subfamily and genus level (Aves: Muscicapidae)". Molecular Phylogenetics and Evolution. ج. 57 ع. 1: 380–392. DOI:10.1016/j.ympev.2010.07.008. PMID:20656044.
17. ↑  Gill، Frank؛ Donsker، David، المحررون (2016). "Chats, Old World flycatchers". World Bird List Version 6.2. International Ornithologists' Union. مؤرشف من الأصل في 2021-05-20. اطلع عليه بتاريخ 2016-05-20.
18. ↑  Jobling، James A. (2010). The Helm Dictionary of Scientific Bird Names. London, United Kingdom: Christopher Helm. ص. 149. ISBN:978-1-4081-2501-4. مؤرشف من الأصل في 2021-06-12.
19. ↑  Lack، D. (1950). Robin Redbreast. Oxford: Oxford, Clarendon Press. ص. 44.
20. ↑  Monroe Jr. BL؛ Sibley CG (1993). A World Checklist of Birds. New Haven and London: Yale University Press. ص. 228. ISBN:978-0-300-05549-8.
21. ↑  Dietzen، Christian؛ Witt، Hans-Hinrich؛ Wink، Michael (2003). "The phylogeographic differentiation of the robin Erithacus rubecula on the Canary Islands revealed by mitochondrial DNA sequence data and morphometrics: evidence for a new robin taxon on Gran Canaria?" (PDF). Avian Science. ج. 3 ع. 2–3: 115–131. مؤرشف من الأصل (PDF) في 2020-11-24.
22. ↑  Pätzold, R. (1995). Das Rotkehlchen Erithacus rubecula. Neue Brehm-Bücherei (بالألمانية). Magdeburg/Heidelberg: Westarp Wissenschaften/Spektrum. ISBN:978-3-89432-423-0.
23. ↑  Lack, D. (1946). "The Taxonomy of the Robin, Erithacus rubecula (Linnaeus)". Bulletin of the British Ornithologists' Club. ج. 66: 55–64.
24. ↑  P. R. Rogge: Ein Beitrag zur Mauser des Rotkehlchens (Erithacus rubecula rubecula L.). In: Beitrag zur Vogelkunde. 12, 1966, S. 162–188.
25. ↑  Cramp S، المحرر (1988). Handbook of the Birds of Europe, the Middle East and North Africa. The Birds of the Western Palearctic. Volume V. Tyrant Flycatchers to Thrushes. Oxford: Oxford University Press. ISBN:978-0-19-857508-5.
26. ↑  Bergmann، H.H.؛ Schottler، B. (2001). "Tenerife robin Erithacus (rubecula) superbus – a species of its own?". Dutch Birding. ج. 23: 140–146.
27. ↑  César-Javier Palacios, "Hallazgo en Gran Canaria de una especie de petirrojo única en el mundo", Newspaper Canarias 7 (2006) [وصلة مكسورة]; accessed February 24, 2015. نسخة محفوظة 11 يوليو 2021 على موقع واي باك مشين.
28. ↑  Klangbeispiel (WAV; 283 kB), Spektrogramm نسخة محفوظة 23 سبتمبر 2015 على موقع واي باك مشين. "نسخة مؤرشفة". مؤرشف من الأصل في 2021-07-09. اطلع عليه بتاريخ 2021-07-08.{{استشهاد ويب}}:  صيانة الاستشهاد: BOT: original URL status unknown (link)
29. ↑  "Mary Poppins (1964)". IMDb. مؤرشف من الأصل في 2021-01-07. اطلع عليه بتاريخ 2008-01-21.
30. ↑  Roberts، John. "Village braced for invasion of twitchers as rare visitor flies in". Yorkshire Post. مؤرشف من الأصل في 2006-05-08. اطلع عليه بتاريخ 2015-02-24.
31. ↑  "National Icons of Bangladesh". Bangla2000. مؤرشف من الأصل في 2021-06-27. اطلع عليه بتاريخ 2010-08-05.
32. ↑  Hume، R. (2002). RSPB Birds of Britain and Europe. London: Dorling Kindersley. ص. 263. ISBN:978-0-7513-1234-8. مؤرشف من الأصل في 2020-08-03.
33. ↑  Jonsson، Lars (1976). Birds of Wood, Park and Garden. Middlesex, England: Penguin. ص. 90. ISBN:978-0-14-063002-2.
34. ↑  De La Hera, I.؛ Fandos, G.؛ Fernández‐López, J.؛ Onrubia, A.؛ Pérez‐Rodríguez, A.؛ Pérez‐Tris, J.؛ Tellería, J. L. (2018). "Habitat segregation by breeding origin in the declining populations of European Robins wintering in southern Iberia". Ibis. ج. 160 ع. 2: 355–364. DOI:10.1111/ibi.12549.
35. ↑  L. Jenni: L’activité ornithologique au col de Bretolet en 1977. In: Nos Oiseaux. 34, 1978, S. 245–256; Herbstzugmuster von Vögeln auf dem Col de Bretolet unter besonderer Berücksichtigung nachbrutzeitlicher Bewegungen. In: Ornithol. Beob. 81, 1984, S. 183–213.
36. ↑  P. Berthold, G. Fliege, G. Heine, U. Querner, R. Schlenker: Wegzug, Rastverhalten, Biometrie und Mauser von Kleinvögeln in Mitteleuropa. Eine kurze Darstellung nach Fangdaten aus dem Mettnau-Reit-Illmitz-Programm der Vogelwarte Radolfzell. In: Vogelwarte. 36, Sonderheft, 1991, S. 1–221.
37. ↑  F. Korner-Nievergelt u. a.: Jahres- und tageszeitliches Auftreten von Singvögeln auf dem Herbstzug im Jura (Ulmethöchi, Kanton Basel-Landschaft). In: Der Ornithologische Beobachter. Band 104, Heft 2, Juni 2007, insbesondere S. 115. [وصلة مكسورة] "نسخة مؤرشفة" (PDF). مؤرشف من الأصل (PDF) في 2016-03-30. اطلع عليه بتاريخ 2021-07-08.
38. ↑  Long، John L. (1981). Introduced Birds of the World: The worldwide history, distribution and influence of birds introduced to new environments. Terrey Hills, Sydney: Reed. ص. 309. ISBN:978-0-589-50260-7.
39. 1 2  "The RSPB-Robin:Threats". RSPB website. مؤرشف من الأصل في 2009-04-29. اطلع عليه بتاريخ 2008-05-17.
40. ↑  RHS (ديسمبر 2018). "December wildlife: Robins have a new family". The Garden RHS. ج. 143 ع. 12: 29.
41. ↑  "The RSPB-Robin:Territory". RSPB website. مؤرشف من الأصل في 2008-12-11. اطلع عليه بتاريخ 2019-07-01.
42. ↑  "Euring: European Longevity Records". euring.org. مؤرشف من الأصل في 2015-05-11. اطلع عليه بتاريخ 2015-06-01.
43. 1 2  Rothschild, Miriam؛ Clay, Theresa (1957). Fleas, Flukes and Cuckoos. A study of bird parasites. New York: Macmillan. ص. 113. مؤرشف من الأصل في 2021-04-29.
44. ↑  Dimitrova، Z. M.؛ Murai، Éva؛ Georgiev، Boyko B. (1995). "The first record in Hungary of Apororhynchus silesiacus Okulewicz and Maruszewski, 1980 (Acanthocephala), with new data on its morphology". Parasitologia Hungarica. ج. 28: 83–88. S2CID:82191853.
45. ↑  Bergmann, H. H. & Schottler, B. (2001): «Tenerife robin Erithacus (rubecula) superbus - a species of its own?» Dutch Birding 23: 140146.
46. ↑  Evans, G. (1972). The Observer's Book of Birds' Eggs. London, UK: Warne. ص. 85. ISBN:978-0-7232-0060-4.
47. ↑  Da Silva؛ Samplonius؛ Schlicht, Valcu؛ Gaston (2014). "Artificial night lighting rather than traffic noise affects the daily timing of dawn and dusk singing in common European songbirds". Behavioral Ecology. ج. 25 ع. 5: 1037–1047. DOI:10.1093/beheco/aru103.
48. ↑  Fuller RA، Warren PH، Gaston KJ (2007). "Daytime noise predicts nocturnal singing in urban robins". Biology Letters. ج. 3 ع. 4: 368–70. DOI:10.1098/rsbl.2007.0134. PMC:2390663. PMID:17456449.
49. ↑  "Cryptochrome and Magnetic Sensing". Theoretical and Computational Biophysics Group. مؤرشف من الأصل في 2021-06-28. اطلع عليه بتاريخ 2015-02-24.
50. ↑  لودويغ إوهلاند: Der Mythus vom Thor. Stuttgart, 1836.
51. ↑  Ludwig Uhland: Schriften zur Geschichte der Dichtung und Sage. 6. Band, posthum 1865–1873
52. ↑  J. C. Cooper: Symbolic and Mythological Animals. Aquarian Press, London, ISBN 1-85538-118-4, S. 194.
53. ↑  Robert L. Feller (Hrsg.): Artists Pigments: A Handbook of their History and Characteristics. Vol. 1, 2 und 3, National Gallery of Art, Washington, D.C. 1986, 1993 und 1997 (Digitalisate: Band 1, Band 2, Band 3). نسخة محفوظة 23 مارس 2021 على موقع واي باك مشين. "نسخة مؤرشفة". مؤرشف من الأصل في 2021-07-12. اطلع عليه بتاريخ 2021-07-08.{{استشهاد ويب}}:  صيانة الاستشهاد: BOT: original URL status unknown (link)
54. ↑  de Vries، Ad (1976). Dictionary of Symbols and Imagery. Amsterdam: North-Holland Publishing Company. ص. 388–89. ISBN:978-0-7204-8021-4. مؤرشف من الأصل في 2020-08-03.
55. ↑  Cooper، JC (1992). Symbolic and Mythological Animals. London, UK: Aquarian Press. ص. 194. ISBN:978-1-85538-118-6.
56. ↑  Goodall، Simon. "European robin (Erithacus rubecula)". Greater Manchester Local Record Centre. مؤرشف من الأصل في 7 مارس 2016. اطلع عليه بتاريخ 24 فبراير 2015.
57. ↑  "Robin". BBC. مؤرشف من الأصل في 29 December 2002. اطلع عليه بتاريخ 3 January 2008.
58. ↑  "Robin wins vote for UK's national bird". الغارديان. London. 10 يونيو 2015. مؤرشف من الأصل في 2021-06-27. اطلع عليه بتاريخ 2016-06-13.
59. ↑  "Robin". BBC News. مؤرشف من الأصل في 2010-11-06. اطلع عليه بتاريخ 2010-09-24.

#### بِاللُغة العربيَّة
1. ↑  قاموس مصطلحات الفلاحة (بالعربية والفرنسية). الجزائر العاصمة: المجلس الأعلى للغة العربية بالجزائر. 2018. ص. 142. ISBN:978-9931-681-42-7. OCLC:1100055505. QID:Q121071043.
2. ↑  پرنز، كريستوفر؛ نقلهُ إلى العربيَّة: الدكتور عدنان يازجي (1997). موسوعة الطُيُور المُصوَّرة: دليلٌ نهائيٌّ إلى طُيُور العالم (ط. الأولى). بيروت - لُبنان: مكتبة لبنان ناشرون. ص. 265. {{استشهاد بكتاب}}: تحقق من التاريخ في: |سنة= (مساعدة)
3. ↑  أمين المعلوف (1985)، معجم الحيوان (بالعربية والإنجليزية) (ط. 3)، بيروت: دار الرائد العربي، ص. 202-207، OCLC:1039733332، QID:Q113643886

### استشهاد عام
- Ingersoll، Ernest (1923). "Fire-birds: The Robin and the Wren". Birds in legend, fable and folklore. New York: Longmans, Green and co. اطلع عليه بتاريخ 2009-08-08.

### للاستزادة
- Lack، Andrew (2008). Redbreast: The Robin in Life and Literature. SMH Books. ISBN:978-0-9553827-2-7.

## روابط خارجية
- فيديوهات، وصُور وتسجيلات صوتيَّة لأبي الحناء الأوروبي على موقع مجموعة الطيور على الإنترنت. (بالإنجليزية)
- سوناتورا: تغريدة أبو الحناء الأوروبي. (بالإنجليزية)
- كيفية تحديد سن وجنس أبو الحناء الأوروبي (PDF; 2.9 MB) تأليف خافيير بلاسكو زوميتا وجيرد مايكل هاينز. (بالإنجليزية)